# Tripterococcus
Tripterococcus är ett släkte av benvedsväxter. Tripterococcus ingår i familjen Celastraceae.
Kladogram enligt Catalogue of Life:
| Tripterococcus | \| \| Tripterococcus brunonis \| \| \| \| \| \| Tripterococcus spathulatus \| \| \| \| |
|                | \| \| Tripterococcus brunonis \| \| \| \| \| \| Tripterococcus spathulatus \| \| \| \| |
|                | Tripterococcus brunonis                                                                |
|                |                                                                                        |
|                | Tripterococcus spathulatus                                                             |
|                |                                                                                        |